# Walnut Cove
Walnut Cove és una població dels Estats Units a l'estat de Carolina del Nord. Segons el cens del 2000 tenia 1.465 habitants.

## Demografia
Segons el cens del 2000, Walnut Cove tenia 1.465 habitants, 585 habitatges i 374 famílies. La densitat de població era de 234,7 habitants per km².
Dels 585 habitatges en un 26,7% hi vivien nens de menys de 18 anys, en un 46,2% hi vivien parelles casades, en un 15,6% dones solteres, i en un 35,9% no eren unitats familiars. En el 32,6% dels habitatges hi vivien persones soles el 15,9% de les quals corresponia a persones de 65 anys o més que vivien soles. El nombre mitjà de persones vivint en cada habitatge era de 2,24 i el nombre mitjà de persones que vivien en cada família era de 2,83.
Per edats la població es repartia de la següent manera: un 19,5% tenia menys de 18 anys, un 6,3% entre 18 i 24, un 24,6% entre 25 i 44, un 22,8% de 45 a 60 i un 26,8% 65 anys o més.
L'edat mediana era de 45 anys. Per cada 100 dones de 18 o més anys hi havia 73,1 homes.
La renda mediana per habitatge era de 31.944 $ i la renda mediana per família de 41.250 $. Els homes tenien una renda mediana de 31.953 $ mentre que les dones 24.871 $. La renda per capita de la població era de 16.117 $. Entorn del 8,3% de les famílies i el 12,5% de la població estaven per davall del llindar de pobresa.

## Poblacions més properes
El següent diagrama mostra les poblacions més properes.